# Sebastian Dahlström
Sebastian Dahlström (ur. 5 listopada 1996 w Helsinkach) – fiński piłkarz grający na pozycji pomocnika w Kuopion Palloseura.

## Kariera klubowa
Treningi piłkarskie rozpoczynał w HPS, z którego trafił do HJK w wieku 12 lat. Od sezonu 2015 grał w Klubi 04 – zespole rezerw HJK. W fińskiej ekstraklasie zadebiutował 4 maja 2016 w wygranym 5:1 meczu z Tampereen Ilves. W sierpniu 2016 przedłużył kontrakt z klubem na rok z możliwością przedłużenia o rok. W lipcu 2017 przedłużył umowę po raz kolejny, tym razem do końca 2019 roku. W grudniu 2019 przeszedł do Sheriffa Tyraspol. W kwietniu 2021 wrócił do HJK, podpisując kontrakt do końca sezonu. W grudniu 2021 podpisał dwuletni kontrakt z Kuopion Palloseura.

## Kariera reprezentacyjna
Młodzieżowy reprezentant Finlandii. W dorosłej kadrze zadebiutował 8 stycznia 2019 w wygranym 1:0 meczu ze Szwecją.

## Osiągnięcia
- Mistrzostwo Finlandii: 2017[10], 2018[11]
- Puchar Finlandii: 2016/2017[12]